# マニプルス

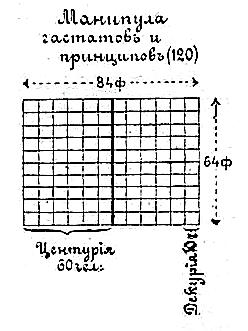
マニプルス

マニプルス（ラテン語: Manipulus）とは、古代ローマの軍隊における重装歩兵の編成単位。歩兵中隊に比定される。
ローマ軍のレギオ（歩兵師団に相当）においては、コホルス（歩兵大隊）1個はマニプルス（歩兵中隊）3個、マニプルス1個はケントゥリア（歩兵小隊）2個から構成されていた。マニプルスには全体で100人から150人程度の軍団兵がいた。

## 概要
マニプルスがローマの軍制で重要視されるようになったのはサムニウム戦争以降と言われる。異なる文化を持つ部族との長期間の戦いで苦戦したローマは、すでにエトルリア人から重装歩兵戦術を学んではいたが、山岳で縦横無尽に動きローマ人を苦しめたサムニウム人からより戦術上柔軟に動くことのできるように小規模な歩兵集団マニプルスを考案する。マニプルスの登場によって機敏な動きが取れない重装歩兵戦術の欠点を補うことが可能になった。共和政ローマ軍で構成される3つの戦列（ハスタティ、プリンキペス、トリアリイ）のそれぞれの戦列は35のマニプルスで構成されていた。
マニプルスが制定された共和政ローマ時代のローマ軍団兵は、兵役の義務のあるローマ市民権を有する市民であり、この当時は保有財産によって厳密に区分がされることが通例であった。そのため初期のマニプルスも同様に同じ身分階級の歩兵で構成された。
この当時「レギオ」という名の集団は歩兵5000人程度の歩兵集団をひとまとめで呼ぶ呼び名に過ぎず、マニプルスがむしろ共和政ローマの歩兵部隊の基盤として用いられた。レギオという単位が重用されたのはのちの帝政ローマにおいてからである。
マリウスの軍制改革によって、歩兵が所有財産に応じて軍団ごとに区分されることがなくなり、今まで兵役が免除されていた無産階級が兵士という職業として軍団に入ってくるようになった。そしてコホルスやケントゥリアがローマ軍の要として重用されるようになり、マニプルスはローマ軍の組織単位としての重要性は消えた。